# Francesc Pernas Galí
Francesc Pernas Galí (nacido el 12 de junio de 1948 en Barcelona) es un arquitecto español. Es conocido por su trabajo principalmente en edificios hospitalarios, tanto remodelaciones como obras de nueva planta. Su hermano es el compositor Josep Pernas.

## Primeros años
Al concluir la secundaria en el Instituto Jaime Balmes de Barcelona, prosiguió sus estudios en la Escuela de Arquitectura (ETSAB). Terminó la carrera en diciembre de 1970. Cuando era estudiante, se formó trabajando con el arquitecto Josep Pratmarsó Parera. En 1971 el ADI-FAD le contrató, bajo la dirección de André Ricard, como Secretario Ejecutivo en el Comité Organizador del Congreso ICSID1971IBIZA. Desde 1972 hasta 1976 fue profesor ayudante de Rafael Moneo en Elementos de Composición de la ETSAB. A través del Seminario de la cátedra inició un trabajo de investigación sobre la arquitectura de los hospitales, que prosiguió durante un año en Londres, y finalizó en 1978 en la Universidad de Columbia con una beca de la Fundación Juan March. A su vuelta de Estados Unidos, se reincorporó como profesor de Proyectos en la ETSAB hasta finales de 1984.

## Trayectoria Profesional
En 1981, bajo el mandato del Consejero D.Josep Laporte i Salas, se incorporó al Departamento de Sanidad y Seguridad Social al frente del Servicio de Arquitectura. Durante casi siete años fue responsable de fijar las bases y  las directrices arquitectónicas que impulsaron los nuevos hospitales y centros de salud de la Generalidad de Cataluña. Fue socio fundador de Casa Consultors i Arquitectes SA, que en 2008 pasó a denominarse Casa Solo Arquitectos SLP con plena especialización en edificios para la salud, desde ese momento. Se jubiló a finales de 2015, pasando a ser Presidente Honorario de la compañía. Su obra abarca principalmente edificios hospitalarios, tanto remodelaciones como obras de nueva planta. 

## Obras Destacadas
- Hospital Nostra Senyora de Meritxell, Andorra[8]
- Hospital del Pallars, Tremp (Lérida)[9]
- Hospital del Alto Panadés, Villafranca (Barcelona)[10]
- Hospital de l’Esperit Sant, Santa Coloma (Barcelona)[11]
- Hospital Los Arcos del Mar Menor, San Javier (Murcia)[12]
- Hospital de Santa Lucía, Cartagena (Murcia)[13]

## Hospital Nostra Senyora de Meritxell. Andorra
1987. “Ideas sobre un nuevo hospital en Andorra”. Todo Hospital n.º 37, junio de 1987, (pp. 7-15).
1994. “Contra la pendiente. Hospital Nostra Senyora de Meritxell. Andorra”. A&V. Monografías de Arquitectura y Vivienda, n.º 49, septiembre-octubre de 1994, (pp. 34-37).
2004. “Como en la época de los romanos”, Diario Médico, 21-04-2004. Rafael Martínez Tomás entrevista a F.Pernas. Hospital N.S. de Meritxell, Andorra.
2006. "Atles ArqCatMon 2005" amb la inclusió de l'Hospital Nostra Senyora de Meritxell d'Andorra, entre les obres publicades.

## Hospital del Pallars. Tremp (Lérida)
1996.    “Arquitectura de España 1929/1996”. Guía. (ISBN 84-920718-9-3). Fundación Caja de Arquitectos, 1996 (336 pp.). Obra publicada al llibre: L-1992. Hospital Comarcal. Tremp. p. 180
1996.    “Lleida. Plano-guía de arquitectura” (ISBN 84-7628-186-2). UIA Barcelona 96. Col.legi d’Arquitectes de Catalunya. Obra publicada: 129 E -Hospital Comarcal. Tremp.
1999.    “Arquitectura contemporània 1948-1998. Terres de Lleida”. (ISBN 84-88258-34-8). Col.legi d’Arquitectes. Demarcació de Lleida (169 pp.). Obra publicada: 9NP. Hospital Comarcal. Tremp. p. 34
2010.    “Arquitectura per a la Salut. 18 anys d’Arquitectura Sanitària a Catalunya. Catsalut 1991-    2009”. Hospital del Pallars (Tremp). Pàg. 60

## Hospital del Alto Panadés. Vilafranca (Barcelona)
1998.    “La vigna e l’industria nell’ospedale regionale di Vilafranca del Penedès” Frames, n.º 77,des-gen 1999 (pp.48-55).

## Hospital Los Arcos del Mar Menor. San Javier (Murcia)
2010.  Vía CONSTRUCCIÓN SANITARIA. Hospital del Mar Menor. N.º 1.Article en pàg. 14
2010.  Vía CONSTRUCCIÓN SANITARIA. Hospital del Mar Menor. N.º 2. Artículo en pág. 22-23. Oct. 2010
2011.  Plataforma Arquitectura: https://www.plataformaarquitectura.cl/cl/02-78916/hospital-los-arcos-del-mar-menor-san-javier-murcia-espana-casa-solo-arquitectos
2011.  Archdaily: https://www.archdaily.co/co/02-78916/hospital-los-arcos-del-mar-menor-san-javier-murcia-espana-casa-solo-arquitectos
2013.  “Piastra e degenze a nuclei”, Andrea Brioschi e Stafano Capilongo. Tecnica Ospedaliera, n.º 9 10/2013, pp.34-38

## Hospital de Santa Lucía. Cartagena (Murcia)
2004.  “Nuevo Hospital de Cartagena”, concurs. José M.Torres Nadal i Francesc Pernas,  Pasajes de arquitectura y crítica, num. 55, p.22
2010.  “Cartagena en la onda. Prestigiosos arquitectos españoles trabajan en la ciudad en proyectos que suponen una ejemplar transformación”. EL PAÍS. El viajero. 27-07-2010
2010.  “Un hospital que prioriza la luz, la integración y la flexibilidad”. Hospital de Cartagena. Vía CONSTRUCCIÓN. N.º   81. Article en pàg. 28
2013.  “Come una montagna”, Andrea Brioschi e Stafano Capilongo. Tecnica Ospedaliera, n.º 8 09/2013, pp.50-54
2013.  “Sustainable Healthcare Architecture”, Robin Guenther and Gail Vittori., pp. 315-321. Willey & Sons.